# Raphael Urweider

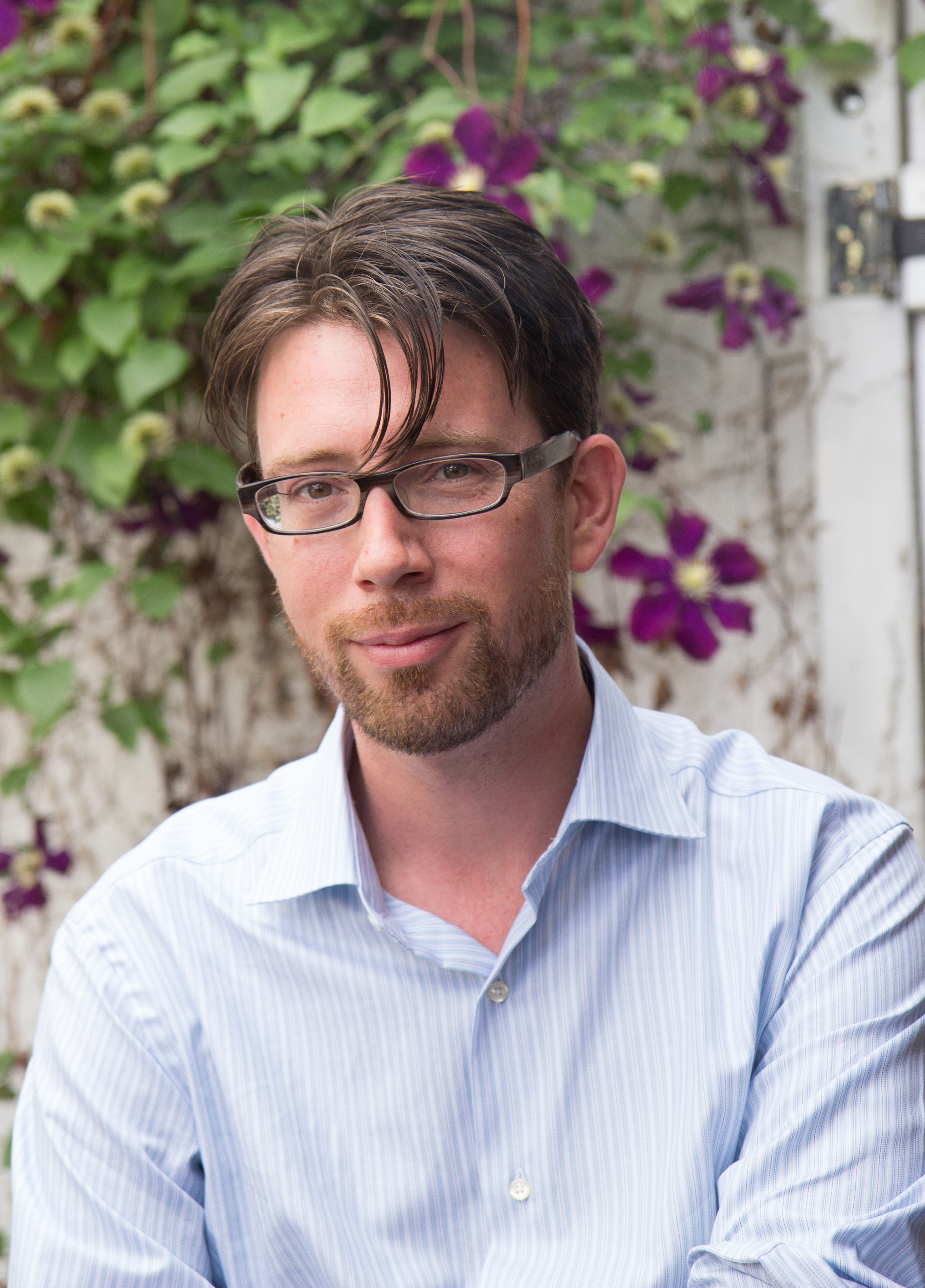
Raphael Urweider beim Hausacher Leselenz 2013

Raphael Urweider (* 5. November 1974 in Bern) ist ein Schweizer Schriftsteller, Regisseur und Musiker.

## Leben
Raphael Urweider ist Sohn des reformierten Pfarrers und Schriftstellers Andreas Urweider. Er wuchs in Schattenhalb auf und besuchte die Schule in Biel. Nach der Matur studierte er Germanistik und Philosophie an der Universität Fribourg.
Urweider ist Lyriker, der auch als Musiker und Rapper (etwa mit der Hip-Hop-Gruppe L’Deep als Bidrmaa) auftritt. In seinen Texten macht er häufig von den unterschiedlichsten sprachspielerischen Techniken Gebrauch. Mit Samuel Schwarz verfasste er zwei Theaterstücke, die am Maxim-Gorki-Theater und am Hamburger Schauspielhaus uraufgeführt wurden. Er war 2008 bis 2010 Co-Leiter des Schlachthaus Theaters Bern.
2011 wurde Urweider ans Internationale Poesiefestival Medellín eingeladen. Von 2012 bis 2016 war er Präsident des AdS.
Raphael Urweider lebt in Bern und ist mit der südafrikanischen Performancekünstlerin und Schauspielerin Ntando Cele verheiratet, mit der er zwei Söhne hat.

## Veröffentlichungen

### Einzeltitel
- Guten Tag Herr Gutenberg. Gedichte. Edition Thanhäuser, Ottensheim an der Donau 1999.
- Lichter in Menlo Park. Gedichte. DuMont Buchverlag, Köln 2000.
- Kobold und der Kunstpfeifer. Ottensheim 2002.
- Das Gegenteil von Fleisch. Gedichte. DuMont Buchverlag, Köln 2003.
- Alle deine Namen. Gedichte von Sucht und Sehnsucht: Gedichte von der Liebe und der Liederlichkeit. DuMont Buchverlag, Köln 2008.
- Wildern. Gedichte. Carl Hanser Verlag, München 2018.

### Beiträge in Literaturzeitschriften
- faltenwürfe. Gedichte. In: BELLA triste. 6, Hildesheim 2003.
- dialog aus Kinshasa. Zu einem Gedicht von Steffen Popp. Essay. In: BELLA triste. 17. Ausgabe, Sonderheft zur deutschsprachigen Gegenwartslyrik. Hildesheim 2007.
- Anja Bayer, Daniela Seel (Hrsg.): all dies hier, Majestät, ist deins – Lyrik im Anthropozän. kookbooks, Berlin 2016, ISBN 978-3-937445-80-9.

### Übersetzungen
- Lavinia Greenlaw: Minsk. Gedichte in zwei Sprachen. Gedichte, Englisch / Deutsch. DuMont Buchverlag, Köln 2006.
- Pedro Lenz: Der Keeper bin ich. Roman. Bilgerverlag, Zürich 2011.
- Meena Kandasamy: Fräulein Militanz. Gedichte. Das Wunderhorn, Heidelberg 2014.
- Pedro Lenz: Die schöne Fanny. Roman. Kein & Aber, Zürich 2017.

## Auszeichnungen
- 1999: Leonce-und-Lena-Preis
- 2000: Buchpreis des Kantons Bern
- 2000: Preis der Schweizerischen Schillerstiftung
- 2001: Förderpreis Bremer Literaturpreis
- 2001: Aufenthaltsstipendium am Literarischen Colloquium Berlin
- 2002: 3sat-Preis Ingeborg-Bachmann-Wettbewerb
- 2003: New-York-Stipendium des Deutschen Literaturfonds
- 2004: Clemens-Brentano-Preis
- 2009: Einzelwerkpreis der Schweizerischen Schillerstiftung (10'000 Franken) für Alle deine Namen[1][2]
- 2014: Aufenthalt im Berliner Residenzatelier der Stadt Thun
- 2018: Horst-Bienek-Förderpreis für Lyrik